# Campeonato de Fútbol de Asia Oriental de 2015
El Campeonato de Fútbol de Asia Oriental de 2015 fue la sexta edición del torneo de la Federación de Fútbol de Asia Oriental para selecciones masculinas de fútbol de categoría absoluta. Su fase final se desarrolló en China por segunda vez, teniendo como ganadora a Corea del Sur por tercera vez.
El formato de la competencia fue el mismo de la edición anterior, la diferencia fue que la selección australiana no participó, luego que la Federación de Fútbol de Australia se cambiara de la Federación de Fútbol de Asia Oriental a la Federación de Fútbol de la ASEAN.

## Sede
| Wuhan                     |
| ------------------------- |
| Centro Deportivo de Wuhan |
| Aforo: 54 000             |
|                           |

## Selecciones participantes
A este campeonato clasificaron automáticamente las mejores selecciones de Asia Oriental que son China, Corea del Sur y Japón. El último lugar fue para Corea del Norte, tras ganar la fase clasificatoria.
| Selecciones participantes | Selecciones participantes | Selecciones participantes | Selecciones participantes |
| ------------------------- | ------------------------- | ------------------------- | ------------------------- |
| Corea del Norte           | Corea del Sur             | China                     | Japón                     |

## Resultados
| Pos. | Equipo            | Pts. | PJ | G | E | P | GF | GC | Dif. |
| ---- | ----------------- | ---- | -- | - | - | - | -- | -- | ---- |
| 1    | Corea del Sur (C) | 5    | 3  | 1 | 2 | 0 | 3  | 1  | +2   |
| 2    | China (H)         | 4    | 3  | 1 | 1 | 1 | 3  | 3  | 0    |
| 3    | Corea del Norte   | 4    | 3  | 1 | 1 | 1 | 2  | 3  | −1   |
| 4    | Japón             | 2    | 3  | 0 | 2 | 1 | 3  | 4  | −1   |

 Fuente: EAFF
| 2 de agosto de 2015 | Corea del Norte                    | 2:1 (0:1) | Japón   | Centro Deportivo, Wuhan     |                             |
|                     | Ri Hyok-chol 78' · Pak Hyon-il 88' | Reporte   | Muto 3' | Árbitro(s): Alireza Faghani | Árbitro(s): Alireza Faghani |

| 2 de agosto de 2015 | China | 0:2 (0:1) | Corea del Sur                       | Centro Deportivo, Wuhan      |                              |
|                     |       | Reporte   | Kim Seung-dae 45' · Lee Jong-ho 57' | Árbitro(s): Fahad Al-Mirdasi | Árbitro(s): Fahad Al-Mirdasi |

| 5 de agosto de 2015 | Japón         | 1:1 (1:1) | Corea del Sur            | Centro Deportivo, Wuhan             |                                     |
|                     | Yamaguchi 39' | Reporte   | Jang Hyun-soo 26' (pen.) | Árbitro(s): Muhammad Taqi Aljaafari | Árbitro(s): Muhammad Taqi Aljaafari |

| 5 de agosto de 2015 | China                                 | 2:0 (1:0) | Corea del Norte | Centro Deportivo, Wuhan       |                               |
|                     | Yu Dabao 36' · Wang Yongpo 51' (pen.) | Reporte   |                 | Árbitro(s): Mohd Amirul Izwan | Árbitro(s): Mohd Amirul Izwan |

| 9 de agosto de 2015 | Corea del Sur | 0:0     | Corea del Norte | Centro Deportivo, Wuhan     |                             |
|                     |               | Reporte |                 | Árbitro(s): Alireza Faghani | Árbitro(s): Alireza Faghani |

| 9 de agosto de 2015 | China      | 1:1 (1:1) | Japón    | Centro Deportivo, Wuhan      |                              |
|                     | Wu Lei 10' | Reporte   | Muto 41' | Árbitro(s): Fahad Al-Mirdasi | Árbitro(s): Fahad Al-Mirdasi |

|                                   |
|                                   |
| Campeón Corea del Sur 3.er título |

## Estadísticas

### Goleadores
2 goles
- Yuki Muto

1 gol
| - Yu Dabao - Wang Yongpo - Wu Lei | - Hotaru Yamaguchi - Ri Hyok-chol - Pak Hyon-il | - Jang Hyun-soo - Kim Seung-dae - Lee Jong-ho |

### Premios
| Mejor arquero | Mejor defensa  | Goleador  | Mejor jugador |
| ------------- | -------------- | --------- | ------------- |
| Ri Myong-guk  | Kim Young-gwon | Yuki Muto | Jang Hyun-soo |